# سده ۱۲ (قمری)
| سده‌ها: | سده ۱۱ - سده ۱۲ - سده ۱۳                          |
| دهه‌ها: | ۱۱۰۰ ۱۱۱۰ ۱۱۲۰ ۱۱۳۰ ۱۱۴۰ ۱۱۵۰ ۱۱۶۰ ۱۱۷۰ ۱۱۸۰ ۱۱۹۰ |

قرن ۱۲ قمری یا سده دوازدهم (قمری) در تقویم هجری قمری به فاصله سالهای ۱۱۰۱ تا ۱۲۰۰ قمری گفته می‌شود.

## چهره‌های برجسته
- حزین لاهیجی
- بیدل دهلوی